# La Torre d'en Besora
|  | Aquest article tracta sobre aquest municipi de la comarca de l'Alt Maestrat. Vegeu-ne altres significats a «Besora». |

La Torre d'en Besora és un municipi del País Valencià que es troba a la comarca de l'Alt Maestrat.
Limita amb Culla, Vilar de Canes.

## Geografia
El terme de la Torre d'en Besora està situat en la part plana de la comarca de l'Alt Maestrat. Tot i que les zones muntanyoses s'eleven als 1082 metres d'altitud (El Morral Blanc que és el punt més elevat), els plans i valls s'estenen entre els 500 i 700 metres per damunt del nivell del mar.
La formació muntanyosa més important és la Serra Esparreguera.

## Història
Antiga alqueria àrab que ja comptava amb torre defensiva i fou ocupada en data desconeguda per Jaume I (1208-1276). Formava part de la nomenada tinença de Culla des de l'època de la conquesta. En el segle xiii apareix amb el nom de Torre de Vinrobí. Fou senyoriu de Balasc d'Alagó i de Guillem d'Anglesola, qui va donar-la en alou a Guillem de Besora l'any 1269. Va ser ell qui va donar nom a la població i li va atorgar una carta pobla el 5 d'abril de 1274, la qual fou modificada per a reduir els censos a pagar, el 26 de febrer del 1310 pel seu fill Raimon de Besora.
El poble comptava amb telèfon durant la República, que posteriorment va ser llevat, i no n'hi va tornar a haver fins a l'any 1959.
La Guerra Civil va interrompre la instal·lació del cablejat elèctric. No hi va haver corrent elèctric fins finals de l'any 1950.
L'any 1962 es van inaugurar les instal·lacions d'aigua potable, captada al paratge conegut com El Fontanal. Es van fer tres fonts públiques repartides pel poble, que al llarg dels temps han anat canviat la seua ubicació. Al mateix temps es va inaugurar la primera fase de construcció del clavegueram per la via que travessa el poble de dalt a baix.
El poble compta amb un únic centre educatiu d'Infantil i Primària, inaugurat el curs 1963-64, que va substituir el de les xiques que funcionava a l'edifici de la presó.
Molt prompte es va transformar en escola mixta fins avui en dia.

## Demografia
| 1990 | 1992 | 1994 | 1996 | 1998 | 2000 | 2002 | 2004 | 2005 | 2006 | 2010 | 2014 |
| ---- | ---- | ---- | ---- | ---- | ---- | ---- | ---- | ---- | ---- | ---- | ---- |
| 265  | 237  | 229  | 227  | 210  | 210  | 194  | 190  | 204  | 189  | 182  | 167  |

El municipi compta amb 25 masos, dels quals 9 estan habitats, 7 dedicats al turisme rural o en condicions d'habitar. Hi ha tres masos completament enrunats.

## Alcaldia
Des de 2003 l'alcalde de la Torre d'en Besora és David Vicente Segarra del Partit Popular (PP).
| Període                       | Alcalde o alcaldessa    | Partit polític | Data de possessió | Observacions |
| ----------------------------- | ----------------------- | -------------- | ----------------- | ------------ |
| 1979–1983                     | Esteban Pitarch Colomer | UCD            | 19/04/1979        | --           |
| 1983–1987                     | Esteban Pitarch Colomer | AP-PDP-UL-UV   | 28/05/1983        | --           |
| 1987–1991                     | Miguel Beltran Roca     | PSPV-PSOE      | 30/06/1987        | --           |
| 1991–1995                     | Miguel Beltran Roca     | PSPV-PSOE      | 15/06/1991        | --           |
| 1995–1999                     | Miguel Beltran Roca     | PSPV-PSOE      | 17/06/1995        | --           |
| 1999–2003                     | Miguel Beltran Roca     | PP             | 03/07/1999        | --           |
| 2003–2007                     | David Vicente Segarra   | PP             | 14/06/2003        | --           |
| 2007–2011                     | David Vicente Segarra   | PP             | 16/06/2007        | --           |
| 2011–2015                     | David Vicente Segarra   | PP             | 11/06/2011        | --           |
| 2015–2019                     | David Vicente Segarra   | PP             | 13/06/2015        | --           |
| 2019-2023                     | David Vicente Segarra   | PP             | 15/06/2019        | --           |
| Des de 2023                   | David Vicente Segarra   | PP             | 17/06/2023        | --           |
| Fonts: Generalitat Valenciana |                         |                |                   |              |

## Economia
Basada tradicionalment en l'agricultura de secà (olivera i ametller) i en la ramaderia (granges de polls, porcs, ovelles i cabres). Hi ha una ramaderia de bous braus. Hi ha dues indústries de lactis, i una altra que fabrica peces metàl·liques per a maquinària.

## Monuments

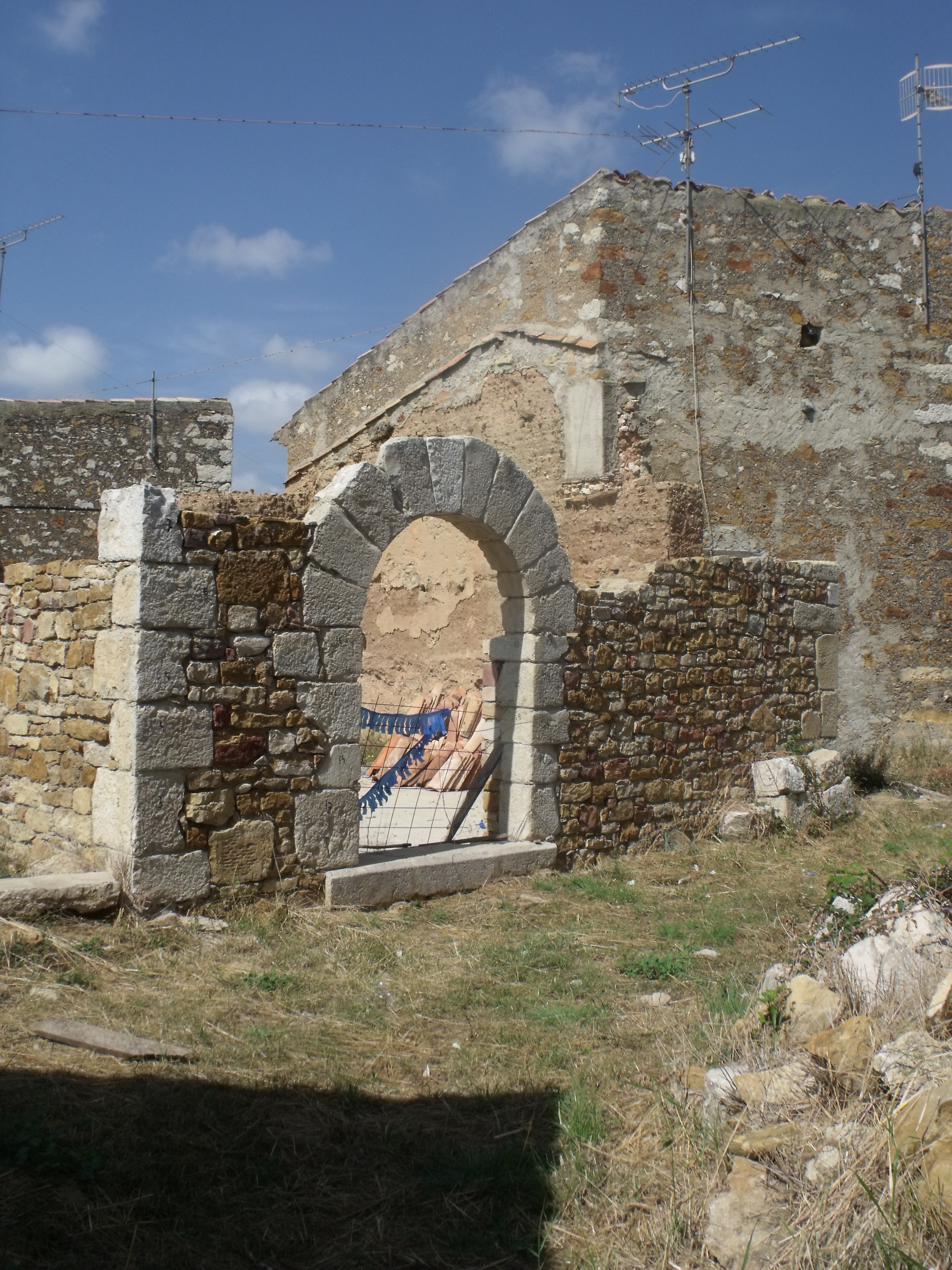
Restes del castell.

- Església de Sant Bertomeu. Aixecada en 1702 aprofitant les restes del castell. Manté les traces de la fortalesa que va ser. La sagristia és bastant anterior, amb una data que ho confirma. Va estar restaurada la volta i pintada el 1977, i més tard es va canviar el sòl antic per un de modern, amb el treball desinteressat dels veïns.
- Ajuntament de la Torre d'en Besora (Castelló)Ajuntament. Interès arquitectònic.
- Castell.

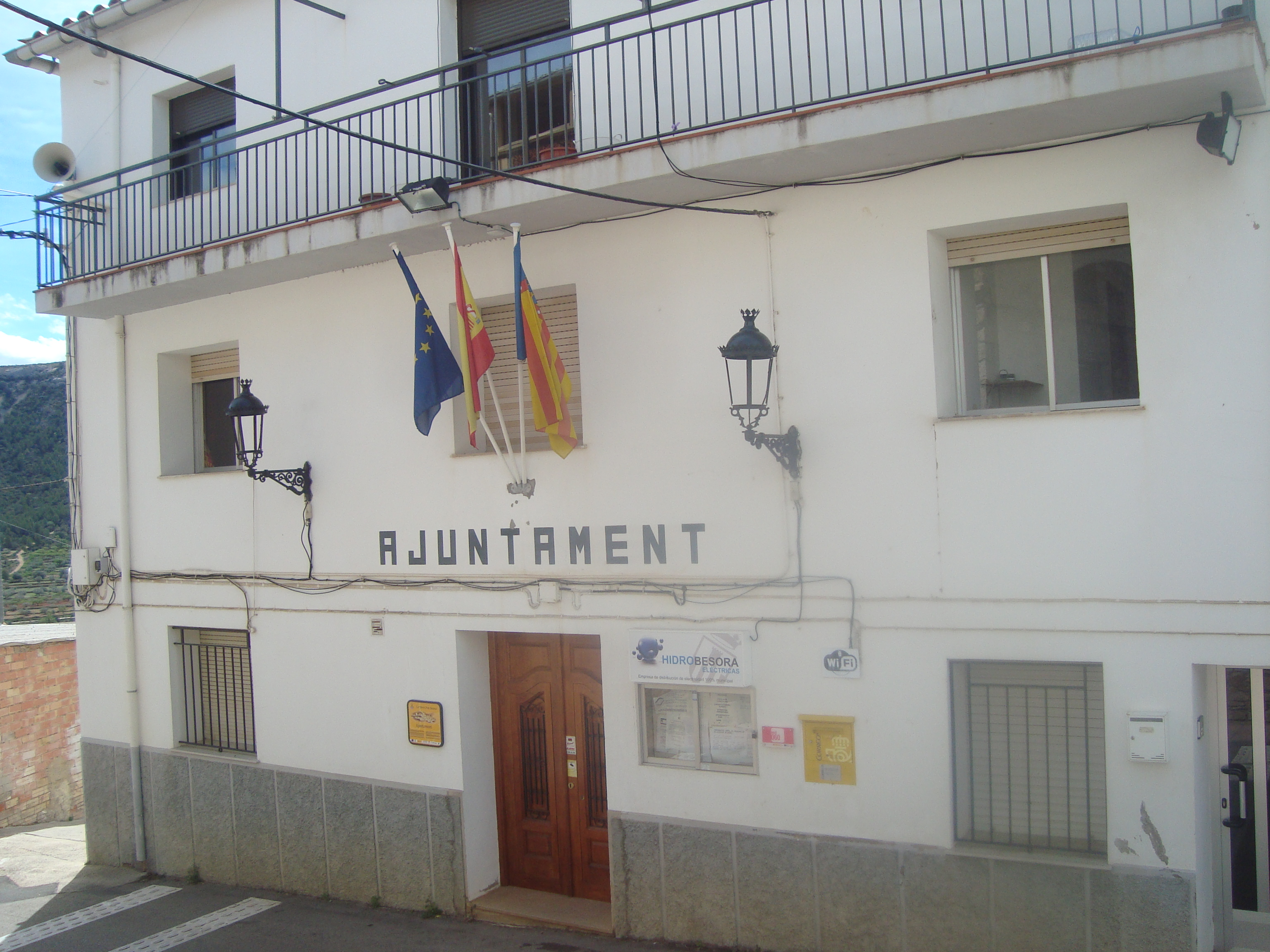
Ajuntament de la Torre d'en Besora (Castelló)

- Antiga Mina de Ferro (Mina Esperança).
- Està restaurada. Actualment es fan visites guiades.

## Festes i celebracions
- Sant Sebastià, Sant Antoni i Sant Francesc. Se celebren en gener. La festa de Sant Francesc ha quedat eclipsada per les altres dues.
- Festes Patronals. Se celebren en agost en honor de Sant Bertomeu i el Cor de Jesús.
- Romeria a Sant Pau, d'Albocàsser. Se celebrava el dimecres anterior a la Pasqua de Pentecosta. Des de 1996 se celebra el dissabte anterior a la Pentecosta.